# Скаляр

Скаляри є дійсними числами, які використовуються в лінійній алгебрі, протилежністю до них є вектори. На цьому малюнку показано Евклідів вектор. Його координати x і y є скалярами, так само як і його довжина, але сам вектор v не є скаляром.

Скаляр (від лат. scalaris — східчастий) — величина (можливо змінна, тобто функція), кожне значення якої може бути виражене одним числом (найчастіше йдеться про дійсне число).
При зміні системи координат скаляр залишається незмінним (інваріантним), на відміну, наприклад, від компонентів вектора, які можуть бути різними в одного і того ж вектора в різних системах координат.
- У абстрактній алгебрі — елемент основного поля (наприклад, поля дійсних або комплексних чисел).
- У тензорному численні — тензор валентності (0,0).

Скалярне поле — область, у якій визначена функція, яка набуває скалярних значень. С.п. має скалярну (похідна за напрямом — швидкість зміни поля в даному напрямі) та векторну (ґрадієнт — напрям найбільшої зміни поля) характеристики. Приклади С.п.: поля температур, густин речовини тощо.